# Haut für Haut
Haut für Haut (Originaltitel: Le goût de la violence) ist ein französisch-deutscher Spielfilm aus dem Jahr 1961. Er lief am 11. August 1961 in deutschen Kinos an.

## Handlung
Der Film spielt in Mexiko im 19. Jahrhundert. Die Bauern lehnen sich gegen die Regierung auf. Ein Trupp von Bauern wird von Pérez geführt. Er überwältigt mit seinen Männern einen Zug mit Regierungssoldaten und nimmt Maria, die Tochter des Präsidenten gefangen. Pérez soll die Entführte zu seinem General führen. Gemeinsam mit den Haudegen Chamaco und Chico macht sich Pérez mit Maria auf einen langen Ritt durch die Wildnis Mexikos. Maria soll gegen politische Gefangene ausgetauscht werden, doch dem Haudegen Chamaco wäre ein hohes Lösegeld für das Mädchen lieber. Zunächst versucht er Chico von seinem Vorhaben zu überzeugen und überredet ihn Anführer Pérez zu erschießen. Chico möchte jedoch ein Lösegeld für sich allein erstreiten und flieht mit Maria. Chamaco kann ihn jedoch stellen und erschießt ihn. In ihrer Not tötet Maria daraufhin Chamaco. Pérez gelingt es Maria schließlich in das Hauptquartier seines Generals zu bringen. Als sie dort ankommen, müssen sie jedoch feststellen, dass das Lager völlig zerstört ist und der General getötet wurde. Die Revolution der Bauern ist verloren und Pérez gibt Maria ihre Freiheit zurück.

## Kritiken
„Optisch ein Revolutionsepos von großem Reiz, aber in der geistigen Fundierung seines Appells zur Humanität enttäuschend flach.“